# 前綫
前綫 （ぜんせん）は、
1. 1996年8月26日に結成された香港の政党。2008年11月23日に民主党と合併した。現在は民主党の党内左派を構成している。
2. 2010年9月9日に結成された香港の政党。2008年の民主党との合併に反対していた1.の元党員が同名の団体を改めて社団登記して成立した。